# Oxstatjärnen
Oxstatjärnen är en sjö i Sundsvalls kommun i Medelpad och ingår i Selångersåns huvudavrinningsområde. Sjön har en area på 0,0397 kvadratkilometer och ligger 134,1 meter över havet.

## Delavrinningsområde
Oxstatjärnen ingår i det delavrinningsområde (692553-156980) som SMHI kallar för Ovan Kvarsättbäcken. Medelhöjden är 95 meter över havet och ytan är 11,14 kvadratkilometer. Räknas de 55 avrinningsområdena uppströms in blir den ackumulerade arean 300,01 kvadratkilometer. Avrinningsområdets utflöde Selångersån mynnar i havet. Avrinningsområdet består mestadels av skog (71 procent) och jordbruk (12 procent). Avrinningsområdet har 0,02 kvadratkilometer vattenytor vilket ger det en sjöprocent på 0,2 procent.